# Age of Wonders: Shadow Magic
Age of Wonders: Shadow Magic (с англ. — «Век чудес: Магия теней») — независимое дополнение к игре Age of Wonders 2: The Wizard's Throne (с англ. — «Трон мага»).

## Обзор
Действие в игре происходит на трёх различных уровнях/слоях: поверхность, подземелье и мир теней. Обязательным является лишь поверхностный уровень. Можно играть либо одновременно с другими игроками, либо в традиционном пошаговом режиме. В подземельях у многих рас с поверхности уменьшается дальность обзора и очки передвижения. В Мире Теней юниты движутся гораздо быстрее, но в то же время страдают от теневой хвори, которая снижает все параметры юнита, кроме очков передвижения и здоровья, вполовину, если не имеют защиты. Попасть в Мир Теней можно через теневые врата, с помощью белых порталов либо специальных заклинаний. Некоторые существа могут сами переноситься из Мира Теней на поверхность и обратно.

### Маги
Основным элементом игры и сюжетной линии являются маги. Маги очень сильны в заклинаниях, но довольно слабы в ближнем бою. У каждого игрока есть свой маг, которому свойственна определённая сфера магии (жизнь, смерть, огонь, вода, воздух, земля и космос), определяющая путь исследований мага. Некоторым магам свойственные несколько различных сфер, но при этом они не могут изучать более продвинутые заклинания. Маги, в отличие от других бойцов, не могут повышаться по уровням и получать медали. Вместо этого они улучшаются благодаря своим исследованиям.
У каждого мага есть свои владения — домен, то есть радиус действия их заклинаний. У путешествующего мага этот радиус очень небольшой. Поэтому, а также потому что маги в бою довольно слабы, маги почти всегда находятся в своих магических башнях, являющихся их местом власти. Башни многократно увеличивают владения магов. Каждый город может построить магическую башню, но маг должен находиться в одной из них, чтобы воспользоваться всеми.
Гибель мага приводит к проигрышу. Однако если маг потерпит поражение во время боя, но у игрока будет оставаться как минимум ещё один город с башней, то маг не погибнет, а на следующем ходу возродится в одном из таких городов. Чтобы окончательно убить мага, необходимо захватить все города противника с башнями, и тогда магу уже негде будет возродиться.

### Герои
Маги также могут привлекать героев. Герои — боевые лидеры войск. В отличие от магов, герои могут получать опыт и увеличивать свой уровень. В бою герои являются такими же боевыми единицами, как и все другие войска, в том числе могут быть убиты, однако обладают дополнительными способностями, набор которых зависит от уровня героя и выбора игрока. Максимальный уровень героев — 30. Также герои распространяют владения мага на шестиугольник, на котором находится сам герой, и на смежные с ним.
При гибели героя его можно вернуть лишь заклинаниями «Воскресить» или «Реанимировать». При использовании последнего герой возвращается к магу как нежить.
Герои могут либо сами поступать на службу к игроку, либо быть нанятыми на постоялых дворах. Не стоит нанимать героев рас, с которыми у вас плохие отношения, — они могут дезертировать и впоследствии сеять разрушение во владениях игрока, угрожая принадлежащим игроку шахтам, источникам магии и т. д. — вплоть до плохо защищённых городов.
Все герои генерируют немного очков магии.

### Поселения
В отличие от других похожих игр, в этой поселения не являются статическими. То есть их можно уничтожить и, наоборот, построить почти где угодно, а также сменить расу населяющих его существ. Раса кочевников обладает способностью «сворачивать» свои города в мобильные караваны, что иной раз очень помогает спасти незащищённый город от разорения или, напротив, путём набега с неожиданной стороны отобрать и увести оказавшийся без защиты город у превосходящего по силе противника, прежде чем тот успеет подтянуть достаточно войск, чтобы отбить его обратно. Способность строить города в почти любом месте может позволить игроку долгое время оставаться незамеченным, особенно в случае игры за эльфов, которые могут прятать свои города в густой растительности.
Поселения имеют четыре уровня развития, зависящие от количества жителей: застава, деревня, городок и город. Поселения, как и воины, могут взбунтоваться, если показатель настроений будет равен «анархии» или ниже. Настроение жителей зависит от ваших взаимоотношений конкретно с этой расой, гарнизона и местности вокруг поселения (например, эльфам не понравится мёртвая земля вокруг их городов), кроме того, на него влияют некоторые заклинания.

## Особенности игры
В игре можно собственноручно менять ландшафт (например, убирать и вращать горы), замораживать реки, чтобы ваши отряды, не умеющие плавать, могли пройти.
Каждому юниту под вашим командованием предусмотрено ежедневное жалование. То есть с пополнением вашей армии возрастают ваши ежедневные расходы. А если платить нечем, то в ваших войсках упадет настроение и может начаться дезертирство.
В бою за убийство каждый юнит получает очки опыта. При достижении определённого числа юнит становится сильнее и получает дополнительные способности.

## Отличия от Wizard’s Throne
Непосредственно в игру добавлен генератор случайных карт. Добавлена поддержка пользовательских модификаций.
Добавлен Мир Теней. Расы, не приспособленные к жизни в Мире Теней, страдают Теневой болезнью. Скорость перемещения войск в мире теней увеличена.
Была переработана сфера Космоса. Теперь, вместо использования магии всех сфер, разные маги космоса в разной степени пользуются разными сферами. Так, например, маг Онерон почти в совершенстве овладел сферой жизни и немного знает заклинаний сфер воды и воздуха.
Добавлено по одной расе для каждого мировоззрения.
Сироны
Лидер: Онерон
Мировоззрение: Добрые
Коренные жители мира теней. Когда пришли демоны, сироны старались сопротивляться, но в итоге пали и стали рабами демонов. Многие из сиронов обладают защитой от молнии и способностью самим бить молнией. Самый сильный юнит — корабль силы, аналог дирижабля людей.
Кочевники
Прототип: Арабы
Лидер: Кинэн, Сахира
Мировоззрение: Нейтральные
Кочующая раса, постоянно путешествующая по миру, вследствие чего многие юниты обладают высокой скоростью. Часто во время путешествий порабощают другие народы, за что многие расы их не любят. Имеют уникальную возможность в игре: «свернуть» город, перевезти и построить его на новом месте — без каких-либо денежных затрат и ущерба городу. Самый сильный юнит — птица рух.
Демоны Теней
Мировоззрение: Злые
Лидер: Всепоглотитель
Раса огромных чёрных насекомых. Никому неизвестно, из какого они мира. Они путешествуют по мирам, захватывая и уничтожая их. Сами демоны разума не имеют и подчиняются Разуму Гнезда, Всепоглотителю. Изначально, при их первом появлении, предполагалось, что демонов притягивает магия, поэтому многие маги от неё отказались. Многие маги пытались подчинить демонов себе, но это не удалось никому — все они стали рабами Всепоглотителя. Многие демоны обладают уязвимостью для молний и способны разить магией смерти. Самый сильный юнит — лорд.

## Дополнения и модификации
Последний официальный патч к игре — 1.3.
Фанатами был разработан патч 1.4, в данный момент ведётся разработка неофициального патча 1.5.
Введённая в Shadow Magic официальная поддержка пользовательских модификаций привела к появлению модификаций Dwiggs, MP Mod, Brave New World, изменивших игровой баланс и добавивших новые графические ресурсы в игру.

## Оценки
| Сводный рейтинг | Сводный рейтинг |
| Агрегатор       | Оценка          |
| --------------- | --------------- |
| GameRankings    | 83,59 %         |